# Straßenbahn Alexandria
Die Straßenbahn Alexandria in der ägyptischen Stadt Alexandria (arabisch: al-Iskandariyya) ist seit 1863 in Betrieb und damit eine der ältesten der Welt und die älteste in Afrika. Vor der gegenwärtigen Straßenbahn-Renaissance waren sie und die 1886 gegründete Straßenbahn Kairo jahrzehntelang die einzigen auf diesem Kontinent.
Zu ihren Besonderheiten gehören sieben doppelstöckige Steuerwagen; Doppelstocktrams, früher in vielen Ländern des British Empire verbreitet, fahren jetzt sonst nur noch in Hongkong und Blackpool.

## Geschichte

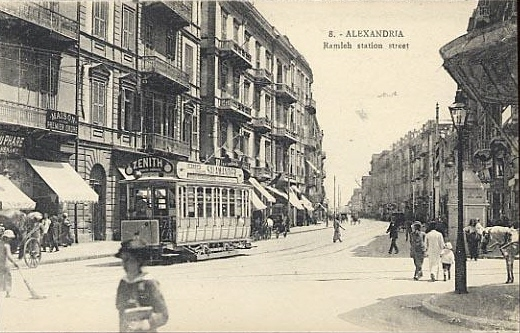
Einer der ersten elektrischen Triebwagen 1903

Streckennetz 1959

Gegründet wurde die Straßenbahn in Alexandria auf Initiative und mit Unterstützung britischer Kaufleute. Erst nach dem Ende der Regierungszeit des Gouverneurs Muhammad Said Said Pascha im Jahre 1860 war es möglich, die Erlaubnis für den Bau und Betrieb einer Straßenbahn zu erhalten. Noch im selben Jahr wurde die Konzession am 16. August 1860 dem britischen Kaufmann Sir Edward John erteilt.
Am 8. Januar 1863 wurde die erste Strecke eröffnet, abgesehen von deren Aufspaltungen die heutige Ramlehbahn. Zunächst wurden die Wagen von Pferden gezogen. Fast drei Jahrzehnte später, ab August 1898 wurden Dampflokomotiven eingesetzt. Schon vier Jahre danach kamen ab 1902 die ersten elektrischen Fahrzeuge auf die Schienen. Mit der Elektrifizierung stieg das Fahrgastaufkommen enorm an, auch, weil die Linien verlängert wurden und noch neue hinzukamen.

## Netz und Betrieb

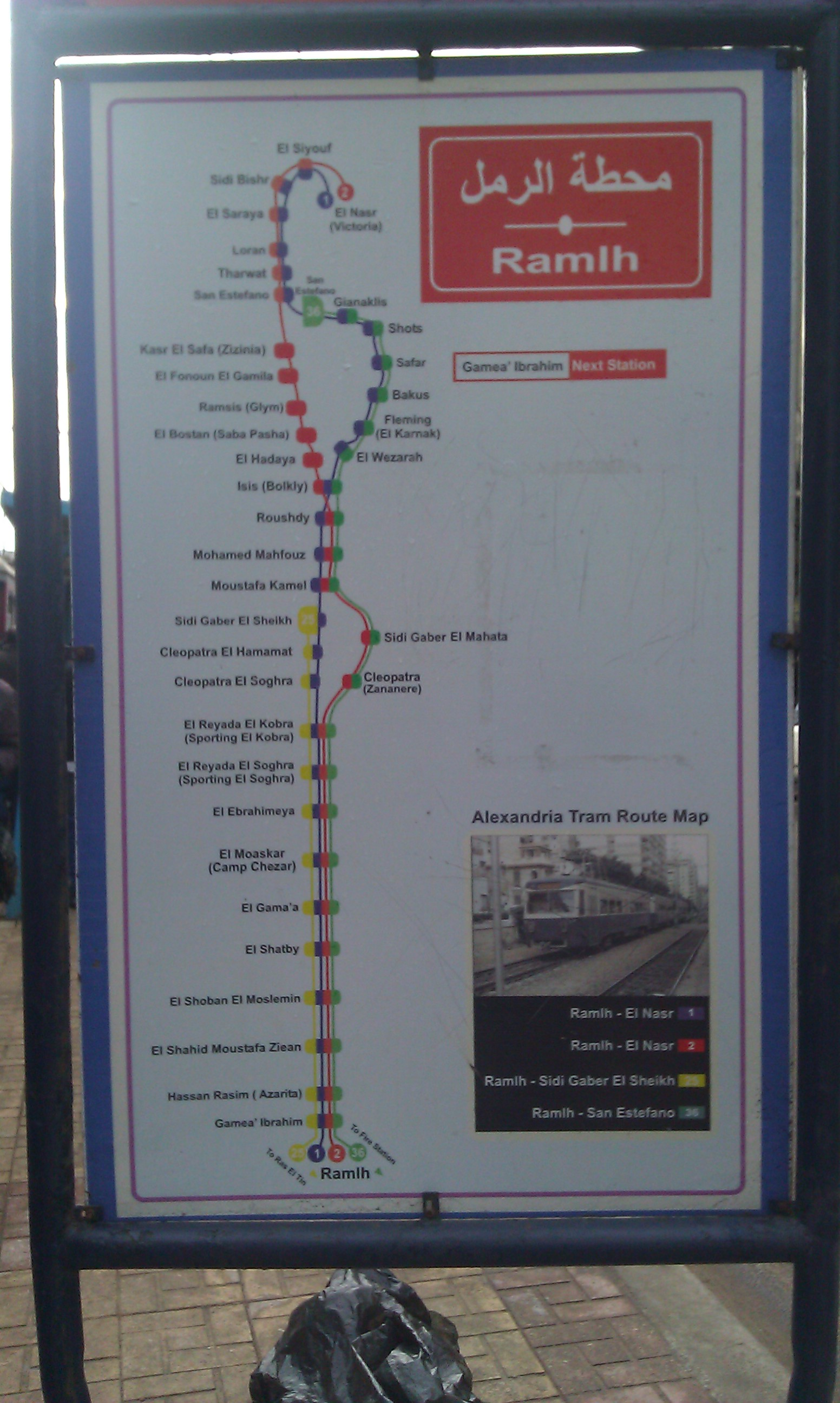
Des Raml(e)h-Netz (blaue Trams):
oben die Station al-Nasr (am an-Nasr-Bahnhof),
unten die Station Ramleh (Übergang zu gelben Trams)

Alexandria liegt auf einem schmalen Landstreifen zwischen dem Mittelmeer und dem flachen, salzigen und lagunenartigen Mariut-See (بحيرة مريوط / Buḥayrat Mariyyūṭ). Der Öffentliche Nahverkehr der Stadt wird von der Gesellschaft A.P.T.A. (Alexandria Governorate's for Public Passenger Transport Agency) betrieben.
Das Straßenbahnnetz hat Normalspur und heute eine Gesamtlänge von 32 Kilometern. Es besteht aus zwei Teilnetzen, die sich bei der Station Ramleh (محطة الرمل / maḥaṭṭat ar-Raml) überschneiden, die am Ostrand der Innenstadt liegt, nicht weit vom Osthafen (الميناء الشرقي / al-Mīnāʾ aš-Šarqī). In englischer Sprache werden sie oft als „Ramleh line“ und „City line“ bezeichnet, obwohl sie fahrplanmäßig jeweils aus mehreren Linien bestehen.
Die vier Linien der Ramleh-Tram (ترام الرمل / Turām ar-Raml) tragen die Nummern 1, 2, 25 und 36. Sie sind die moderneren und werden von den blauen Wagen befahren. Ihr Netz mit 38 Haltestellen besteht aus einer langen und geradlinigen, allerdings teilweise in zwei parallele Strecken aufgespaltenen Verbindung zwischen der Station ar-Ramleh und der Station an-Nasr (محطة النصر / maḥaṭṭat an-Naṣr), die neben dem gleichnamigen an-Nasr- oder Viktoriabahnhof (محطة فيكتوريا / maḥaṭṭat Fīktūriyyā) liegt. Seit den 1950er Jahren haben die Ramleh-Strecken großenteils eigene Gleiskörper. Die blauen Bahnen haben Scherenstromabnehmer, fahren mit geschlossenen Türen und schnell. Mit Ende der Sommersaison wurden erste Abschnitte im Osten der Stadt stillgelegt, um mit Hilfe von europäischen Fonds und eines französischen Konsortiums die Tram ar-Raml grundlegend zu erneuern.
Das vielfach verzweigte Netz der al-Medina-Tram (ترام المدينة / Turām al-Madīna) mit ihren 16 Stadtlinien wird von den gelben (beziehungsweise auf zwei Linien eigentlich roten) Wagen befahren und erschließt die Madina (Altstadt) und ihre Umgebung mit über 100 Haltestellen. Die Gleise liegen auf den Fahrbahnen, sodass die Trams oft im Stau stecken. Die Wagen haben in der Regel Stangenstromabnehmer, fahren zumeist mit offenen Türen und oft so langsam, dass beherzte Fahrgäste während der Fahrt auf- oder abspringen. Die Züge sind größtenteils alt, viele stammen aus den 1960er Jahren.
Die Straßenbahn Alexandrias ist bei der Bevölkerung sehr beliebt, weil die Fahrpreise niedrig sind. Auch Touristen nehmen sie gern in Anspruch, weil sie oberirdisch fahren und sehr langsam sind, sodass sie bei der Fahrt alles in Ruhe sehen können. Der vordere oder bei Drei-Wagen-Zügen der mittlere Wagen ist für Frauen reserviert.

## Fuhrpark
Insgesamt besitzt Alexandria 283 Straßenbahnwagen. Die meisten Fahrzeuge (124 Stück) stammen vom Hersteller Kinki Sharyo aus Japan. Unter diesen blau-weiß lackierten Wagen befinden sich auch 6 Doppelstock-Steuerwagen. Von der 1972 stillgelegten Straßenbahn Kopenhagen wurden 99 Duewag-Gelenkwagen beschafft, die noch fast alle in Betrieb sind.
Die meisten gelben Züge haben Stangenstromabnehmer, die meisten blauen Züge Scherenstromabnehmer (Pantograf), die wegen der Doppelstockwagen und der höher hängenden Stromversorgung mit einer Unterkonstruktion umgebaut werden mussten, als sie in Alexandria in Betrieb gehen sollten. Es gibt auch Wagen, die über beide Abnehmertypen verfügen.
Trotz des allgemein geringen Lebensstandards im Land haben einige Enthusiasten einen Triebwagen aus dem Jahr 1931 vom Typ Oerlikon (MFO) vorbildlich restauriert. Dieser Wagen mit der Nummer 601 wird für Touristenfahrten bereitgehalten.
Im September 2015 konnten zahlreiche gebrauchte Tatra KT4Dm und T6A2m aus Berlin und aus Potsdam gekauft werden und sollen den Wagenpark der Straßenbahn Alexandria künftig deutlich verjüngen. Die Fahrzeuge sind allerdings weiterhin noch nicht im Einsatz (Stand Ende März 2017).
Im Jahr 2017 wurden beim ukrainischen Hersteller Tatra-Jug 15 neue Fahrzeuge des Typs K1E6 bestellt. Die neuen Straßenbahnen tragen zur Verjüngung des Fuhrparks bei und konnten 2020 im gesamten Netz beobachtet werden.
Im Juni 2024 wurde mit Hyundai Rotem ein Vertrag zur Lieferung 30 neuer Fahrzeuge mit einer Länge von je 65 Metern für das Ramleh-Netz abgeschlossen.

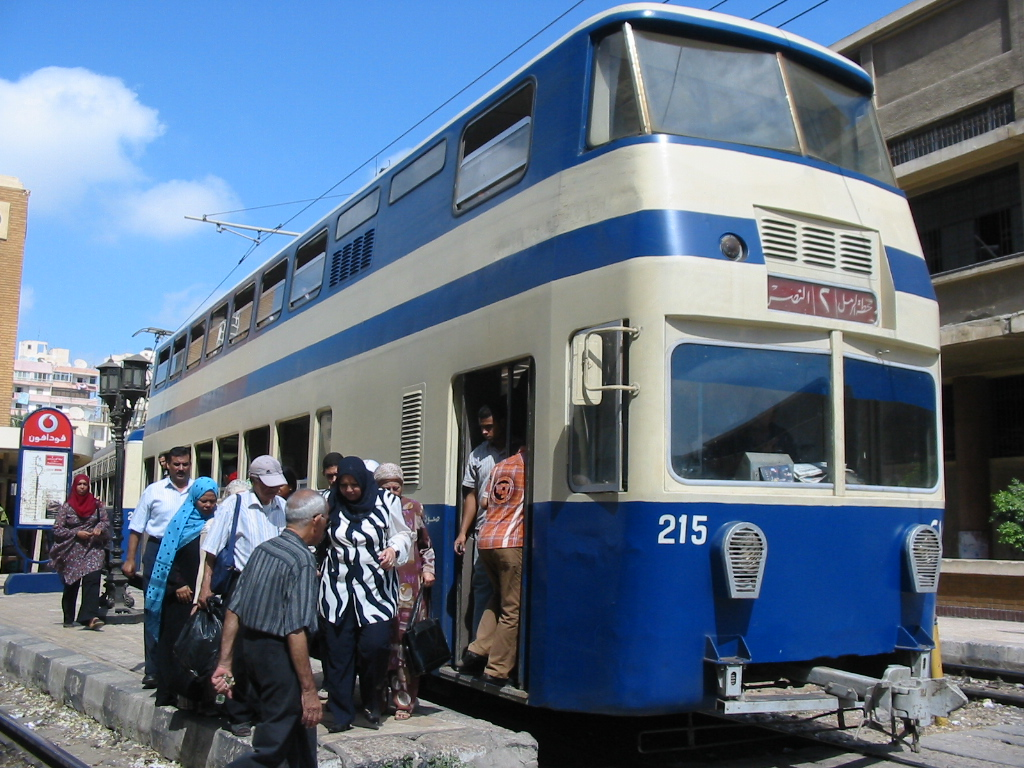
Einer der seltenen Doppeldecker-Steuerwagen.
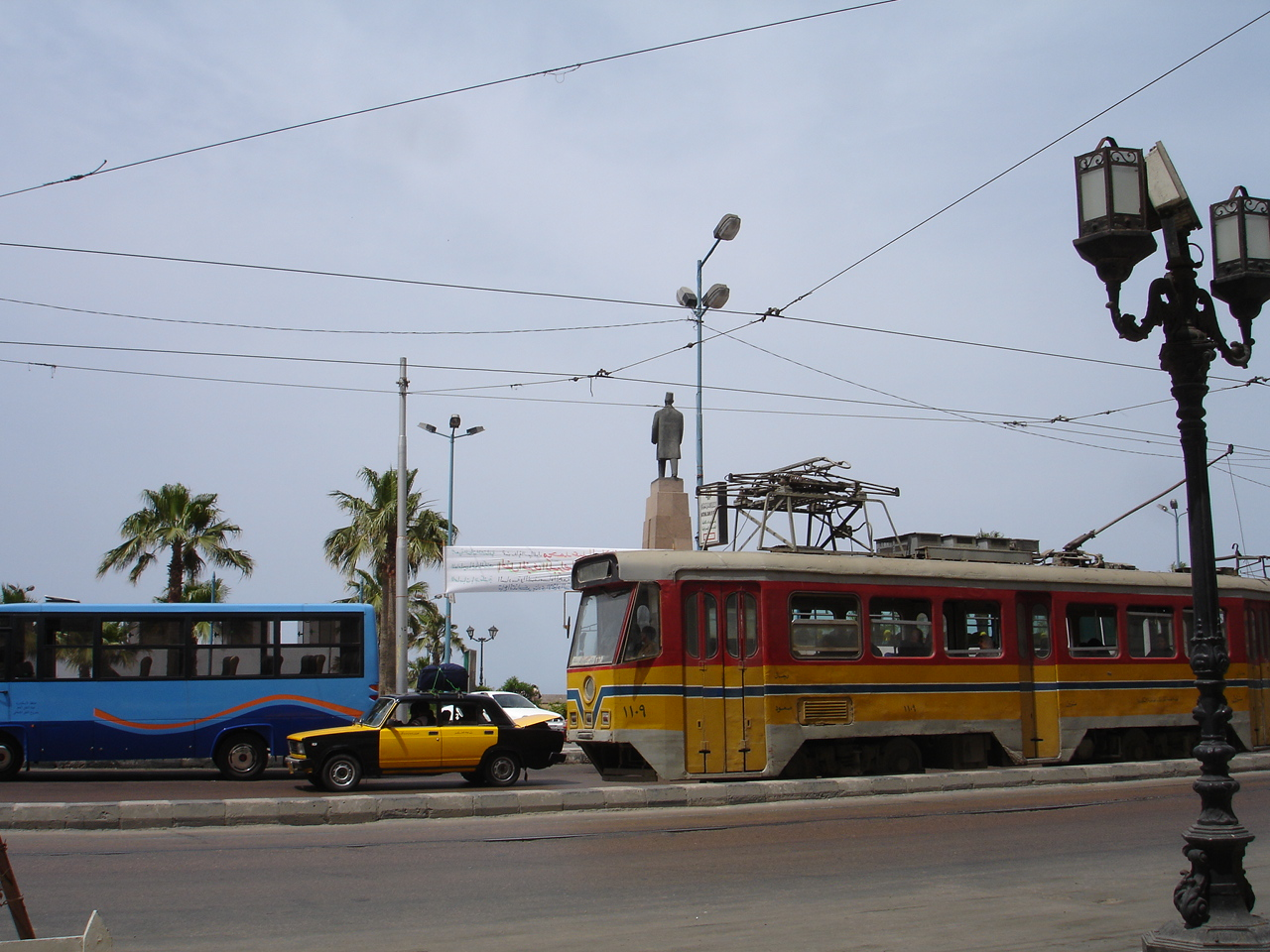
Triebwagen mit zwei verschiedenen Stromabnehmern in der Nähe der Station Ramleh
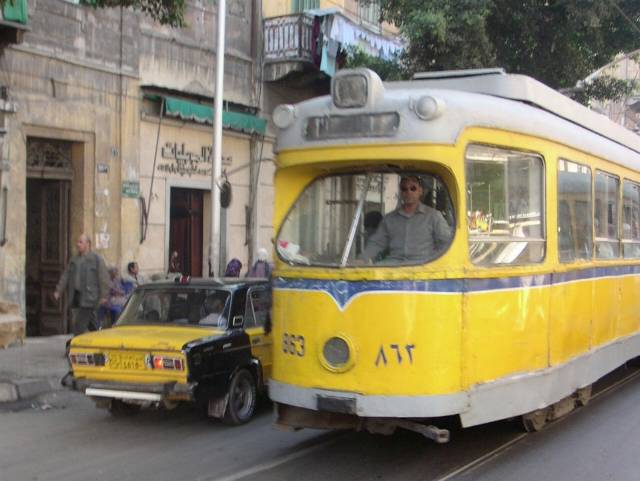
Einer der vielen von der Straßenbahn Kopenhagen übernommenen Duewag-Gelenkwagen
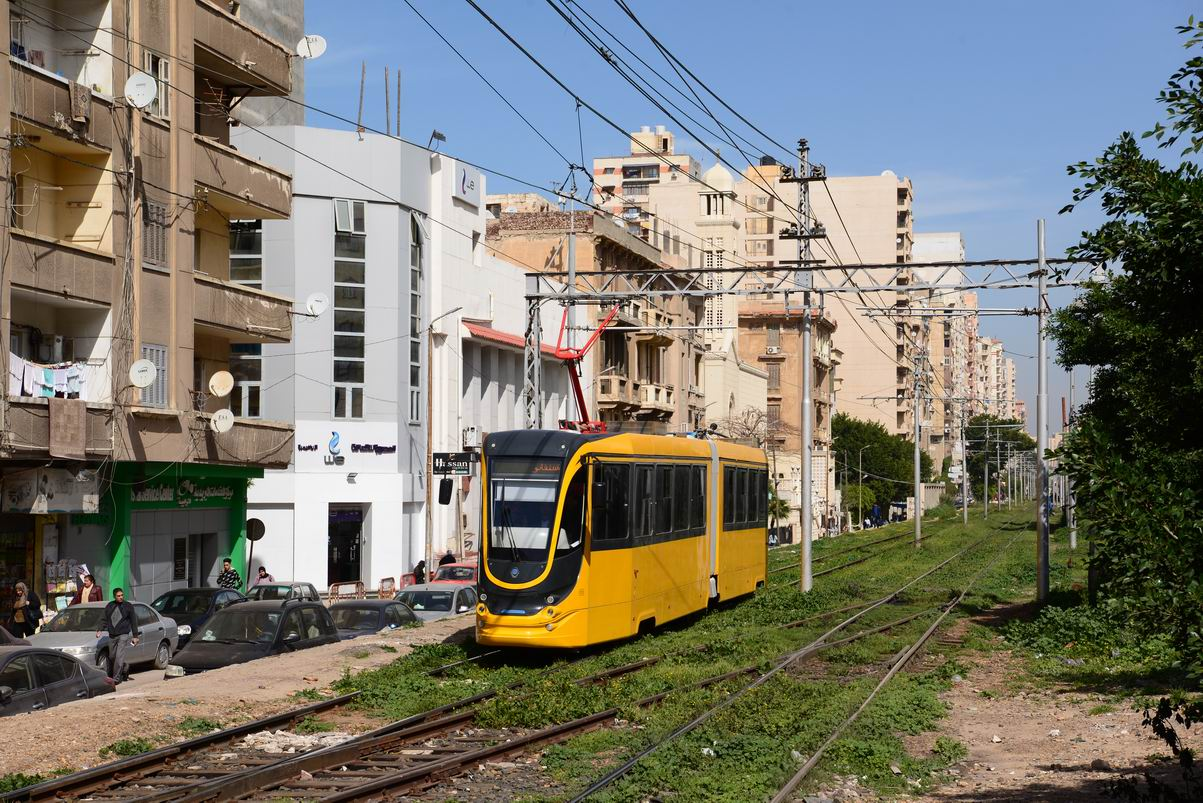
Neue Straßenbahn vom Hersteller Tatra-Yug (Ukraine) in Alexandria im Februar 2020